# Galeries des Offices
Ne doit pas être confondu avec la galerie des Offices  qui n'est qu'un des éléments de cet ensemble muséal plus large, réparti dans la ville de Florence.
Les galeries des Offices (en italien, gallerie degli Uffizi) sont un complexe muséal  comprenant la galerie des Offices, installée dans le palais des Offices, prolongé par le corridor de Vasari, mais aussi des lieux de la ville de Florence, notables par leur importance historique et culturelle, comme ceux des collections du palais Pitti et son jardin de Boboli, qui tous ensemble composent, par la quantité et la qualité des œuvres rassemblées, l'un des complexes culturels les plus importants au monde.

## Description
L'institution muséale comprend :
- la galerie des Offices et le corridor de Vasari ;
- la Cappella Palatina (palais Pitti) ;
- le cabinet des dessins et des estampes ;
- la Galerie d'Art moderne (palais Pitti) ;
- le musée de la Mode et du Costume (palais Pitti) ;
- la galerie Palatine et les Appartamenti monumentali du palais Pitti ;
- les jardins de Boboli ;
- le Giardino delle Scuderie reali e pagliere ;
- le Trésor des Grands-ducs (palais Pitti) ;
- le musée des Carrosses (palais Pitti) ;
- le Museo delle porcellane (palais Pitti) ;
- le palais Pitti lui-même.

### Dénominations
Le décret directorial no 5/2016 des Biens Culturels italiens du 2 février 2017 a renommé ces lieux par une description plus adaptée :
- la Galleria degli Uffizi devient la Galleria delle Statue e delle Pitture ;
- le Museo degli Argenti, devient le Tesoro dei Granduchi ;
- la Gallerie del Costume devient  le Museo della Moda e del Costume ;
- le Gabinetto Disegni e Stampe degli Uffizi devient le Gabinetto del Disegni e delle Stampe ;
- le Museo degli Arazzi (Musée des tapisseries), issues de tous les lieux du complexe.

Les dénominations suivantes restant valides mais précisées :
- le Corridoio Vasariano et sa collection  d'autoportraits ;
- le Palazzo Pitti (palais Pitti) comprenant :
  - le Tesoro dei Granduchi (Trésor des Grands-ducs),
  - la Cappelle palatina (Chapelle palatine),
  - la Galleria palatina (Galerie Palatine),
  - les Appartamenti Reali (Appartements Royaux),
  - la galleria d'Arte Moderna (Galerie d'Art Moderne),
  - le Museo della Moda e del Costume (Musée de la Mode et du Costume),
  - le Museo degli Arazzi (Musée des Tapisseries),
  - le Museo delle Carrozze (Musée des Transports ou des Carrosses) ;
- le Giardino di Boboli (Jardin de Boboli) :
  - le jardin lui-même, et  les espaces afférents,
  - le Museo delle Porcellane (Musée de la porcelaine).

## Direction
Les Galeries des Offices sont dirigées par Simone Verde, après avoir été dirigées de 2015 à 2023 par l'historien d'art allemand Eike Schmidt.